# Золотой век научной фантастики
Золотой век научной фантастики (англ. Golden Age of Science Fiction) — период, приблизительно охватывающий промежуток с конца 30-х годов и до 50-х годов XX века, когда жанр научной фантастики становится очень популярным в англоязычных странах и были изданы многие классические произведения жанра. В истории научной фантастики «золотой век» идёт после эпохи «космической оперы» pulp-журналов 1920—30-х годов и предшествует «новой волне» научной фантастики. По словам историка Адама Робертса, «золотой век возвысил особый стиль написания: твёрдая научная фантастика, линейное повествование, героическое решение проблем, противодействие угрозам из космической оперы».

## От Гернсбека к Кэмпбеллу
Наибольшее влияние на наступление «золотого века» оказал Джон У. Кэмпбелл, ставший легендой в жанре как редактор и издатель многих журналов научной фантастики, в том числе «Astounding Science Fiction». Под редакцией Кэмпбелла в научной фантастике стало больше реализма и психологической глубины в характерах персонажей, чем до этого было в «супернаучную» эпоху Гернсбека. Авторский фокус сместился от механизма к человеку, использующего этот механизм. Большинство фанов считают, что «золотой век» начался около 1938–39; в июле 1939 года вышел номер «Astounding Science Fiction», содержащий первые опубликованные рассказы Айзека Азимова и Альфреда ван Вогта, и эту дату часто приводят в качестве точного начала «золотого века».

## Развитие жанра
Многие штампы и общие места научной фантастики возникли в эпоху «золотого века». Благодаря работам Э. Э. Смита космическая опера вышла на новый уровень. Айзек Азимов в рассказе «Лжец» 1941 года впервые вывел свои знаменитые три закона роботехники и заложил основу космооперной франшизы «Академия». Одной из общих черт «золотого века»: внедрение технических изобретений и ощущение чуда у читателей, примером может служить рассказ Азимова «Приход ночи», когда цивилизация на планете была разрушена за одну ночь в результате неординарного космического катаклизма. Романы 50-х от Роберта Хайнлайна, такие, как «Кукловоды», «Двойная звезда» и «Звёздный десант», явно выражают либертарианскую идеологию, которая в то время была широко представлена в жанре.
В «золотом веке» в фантастике вновь появляются темы религии и духовности, которые были центральными в старой фантастике до эпохи космооперы, но подавлялись Хьюго Гернсбеком как несоответствующие его представлению о «научности». Среди самых известных произведений этого типа: «Марсианские хроники» Рэя Брэдбери, «Конец детства» Артура Кларка, «Дело совести» Джеймса Блиша и «Страсти по Лейбовицу» Уолтера Миллера.

## Культурное значение
Как явление, которое повлияло на очень многих подростков во время Второй мировой войны и последующей за ней холодной войной, «золотой век» научной фантастики оставил неизгладимый след в обществе. Начало «золотого века» совпало с первым конвентом Worldcon в 1939 году, и с тех пор научная фантастика обрела значительную общественную силу, в особенности для её наиболее активных фанов. Жанр, особенно в период своего расцвета, оказывал заметное, хоть и несколько косвенное воздействие на военных лидеров, информационные технологии, Голливуд и на саму науку (особенно биотехнологии и фармацевтику).
Многие родители в то время зачастую воспринимали научную фантастику с оттенком ужаса и проявляли нетерпимость к ней, обычно вызванной колоритными иллюстрациями на обложках pulp-журналов. Стереотипная обложка таких журналов — женщина в бронебикини во власти пучеглазого монстра.

## Известные представители
Ряд весьма влиятельных авторов научной фантастики начали свою деятельность в «золотом веке», в том числе:

| - Айзек Азимов - Пол Андерсон - Альфред Бестер - Джеймс Блиш - Нельсон С. Бонд - Фредерик Браун - Рэй Брэдбери - Ли Брэкетт | - Альфред ван Вогт - Джек Вэнс - Армин Дейч - Филип Киндред Дик - Л. Спрэг де Камп - Генри Каттнер - Артур Кларк - Хол Клемент - Сирил Корнблат | - Джон Кристофер - Фриц Лейбер - Лестер дель Рей - Уолтер Миллер - Кэтрин Мур - Чэд Оливер - Фредерик Пол - Эрик Фрэнк Рассел - Роберт Шекли | - Клиффорд Саймак - Э.Э. "Док" Смит - Теодор Старджон - Уильям Тенн - Джон Уиндем - Рон Хаббард - Роберт Хайнлайн - Бертрам Чандлер |

## Конец «золотого века»
Если начало «золотого века» можно довольно точно указать, то определить его конец сложнее, но можно выделить несколько факторов, изменивших лицо жанра в период с середины до конца 50-х годов. Возможно, самым важным здесь является сокращение рынка, проявившееся в закрытии десятков крупных научно-фантастических журналов в течение пяти лет. В то же время уменьшается доля научной фантастики на телевидении и радио, к 1955 году прекращена съёмка многих телесериалов. Научная фантастика процветала в комиксах начала 50-х, но создание Кодекса комиксов (независимого органа саморегулирования содержания комиксов в США) серьёзно влияет на жанр, приводит к прекращению публикаций некоторых комиксов.
Таким образом, вторая половина 50-х годов ознаменовалась снижением конкурентоспособности научной фантастики. В то же время технический прогресс, кульминацией которого стал запуск Спутника-1 в октябре 1957 года, уменьшает разрыв между реальным миром и миром фантастики, заставляет авторов быть смелее в своём творчестве ради того, чтобы их произведения были актуальными. Появляются новые жанры научной фантастики, которые сосредоточены не столько на достижениях людей в космических кораблях и лабораториях, сколько на том, как эти достижения изменят человечество.